# Ромски меморијални центар Уштица
Ромски меморијални центар Уштица обележава страдање Рома у геноциду током Другог светског рата у Независној Држави Хрватској. Смештен у близини Јасеновца, на месту масовних ликвидација Рома од стране усташког режима, центар је отворен 2. августа 2020. на Међународни дан сећања на ромски геноцид. На подручју Уштице налази се 21 масовна гробницу са остацима идентификованих жртава и део је Спомен-подручја Јасеновац. Након година занемаривања, иницијативу за оснивање центра покренула је Хрватска ромска унија „Кали Сара“ уз подршку Владе Републике Хрватске и Града Загреба. Центар служи као место сећања и едукације о геноциду над Ромима.

## Историја
Тачан број Рома убијених под усташким режимом у Независној Држави Хрватској до данас је непознат. Процене Спомен-подручја Јасеновац говоре о више од 16.000 жртава, иако је стварни број вероватно већи. Ромски геноцид дуго је био занемарен, како током рата, тако и након њега. Комунистичке власти послератне Југославије наглашавале су идеју „братства и јединства“, умањујући тиме специфичну етничку димензију страдања народа жртава геноцида.
Подручје Уштице, које је део Спомен-подручја Јасеновац, први пут је обележено у јулу 1971. године постављањем спомен-плоче. Обухвата 4.700 м² и на том се простору налази 21 масовна гробница, у којима су посмртни остаци већине од 16.173 Рома идентификованих по имену, који су убијени унутар система концентрационог логора Јасеновац.
Упркос историјском значају, у Уштици се није одржавала комеморација све до 2012. године. 2011. године представници Савеза Рома у Републици Хрватској „Кали Сара“, укључујући тадашњег председника Вељка Кајтазија, посетили су локацију и затекли је у запуштеном стању. Кајтази је 2014. године, као заступник у Хрватском сабору, успешно предложио признавање 2. августа као Међународног дана сећања на жртве ромског геноцида. 2018. године, у сарадњи с Владом Републике Хрватске и Градом Загребом, „Кали Сара“ је покренула иницијативу за оснивање Ромског меморијалног центра Уштица као сталног музеја. Центар је званично отворен 2. августа 2020. на Међународни дан сећања на геноцид над Ромима. Отворили су га Сузана Крчмар, Вељко Кајтази и Милан Бандић, уз присуство верских представника Српске православне цркве, католичке цркве и исламске заједнице.
- Спомен обележје
- Ромско гробље
- Споменик Хајрији, ромској праведници међу народима
- Алеја ромских жртава